# Isla Torca
Torca es el nombre de una isla fantasma que se ha supuesto en el Océano Índico con algunos habitantes. Ésta habría desaparecido por un terremoto y explosión volcánica  durante el año 1693, los supervivientes habrían llegado con canoas a la isla Amboy.